# Shanghai World Financial Center
El Shanghai World Financial Center (en chino simplificado, 上海环球金融中心; pinyin, Shànghǎi huánqiú jīnróng zhōngxīn) es un rascacielos ubicado en Shanghái, China. Es el segundo edificio más alto de la ciudad, solamente superado por la Torre de Shanghái. Su altura final es de 492 metros y tiene 101 pisos. Es una de las torres más altas del mundo.

## Diseño
El diseño del Shanghai WFC es único en el mundo ya que cuenta con una apertura en la punta, como la torre Insignia de la ciudad de Shanghái, como solución para la presión del viento sobre el edificio.
Esta apertura era en el primer diseño circular, pero se decidió cambiar porque el círculo simboliza la bandera de su rival económico, Japón, por lo que se decidió que fuera un trapezoide. No hay mejor ejemplo para explicar las suspicacias, recelos y rencores que envenenan las relaciones entre China y Japón que la polémica que rodeó la construcción del edificio del Shanghai WFC diseñado por el arquitecto Kohn Pedersen Fox y propiedad del grupo japonés Mori.
El edificio ha recibido numerosos premios internacionales por su diseño, de estilo neofuturista. Sin embargo, su diseño original levantó la suspicacia de la sociedad china. El edificio conocido popularmente como la Katana no solamente presentaba un perfil aguzado producido al unirse los dos filos cortantes de sendas espadas japonesas, sino que su remate final era un vano circular orientado de tal manera que el Sol saliente encajaba perfectamente en él, con ello al amanecer una inmensa bandera japonesa dominaba Shanghái. Las protestas obligaron al cambio del diseño. Aun así, al amanecer, la refulgente espada que “vigila” Shanghái, con su sombra corta la ciudad, empezando por la cercana Torre Jin Mao, orgullo del diseño nacional chino. La polémica estaba servida con esta edificación.
El agujero en forma de trapezoide está en el nivel 97, el cual cuenta con una de las cubiertas de observación más altas del mundo a 440 metros en su parte inferior.
La altura iba a ser de 510 metros inicialmente pero debido a una reglamentación en la altura máxima, el diseño se redujo a 492 metros.

## Construcción
La excavación de la base del edificio inició en 1997, pero debido a una crisis económica en 1997 y 1998, su construcción fue paralizada hasta finales del 2003, cuando se reinició su construcción. Ocupa 381 600 m². Tiene 101 pisos, 33 escaleras y 91 ascensores.

## Finalización
El 14 de septiembre de 2007, la torre llegó a su tope estructural, los 492 metros de altura. Esto fue anunciado en una gran ceremonia. La fachada de vidrio fue finalizada en junio del 2008, casi un año después de su tope estructural.
El 28 de agosto de 2008, fue oficialmente abierto. El 30 de agosto de 2008 el piso de observación quedó abierto también, con tres niveles.

## Galería

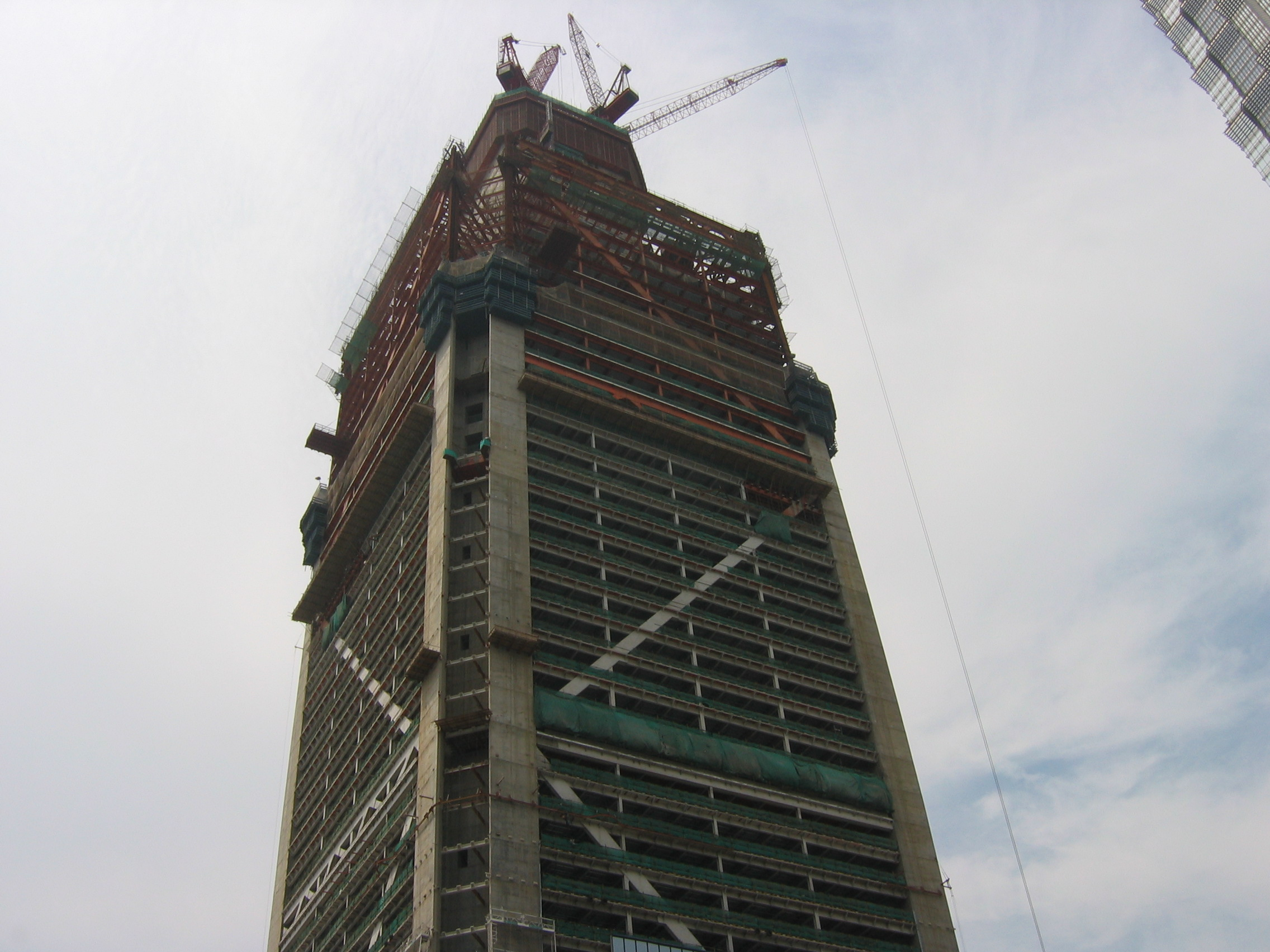
Mediados de 2006.
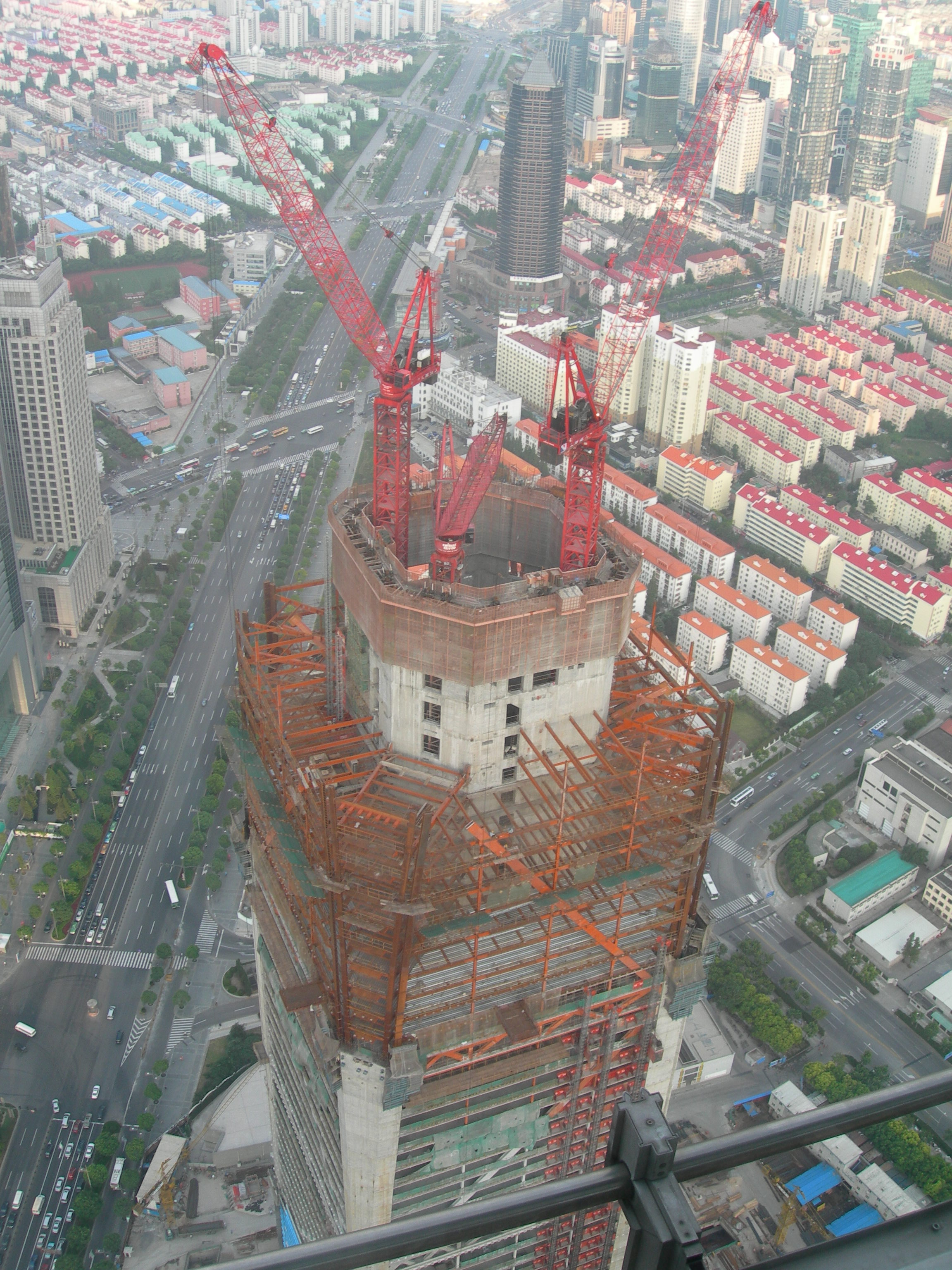
Finales de 2006.
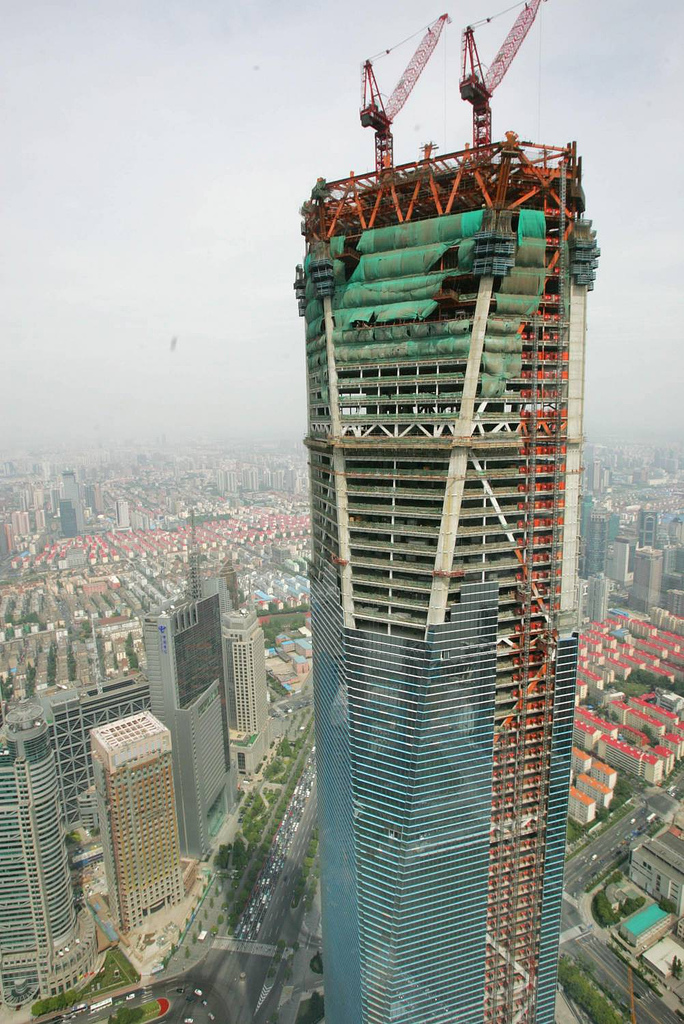
Mayo de 2007.
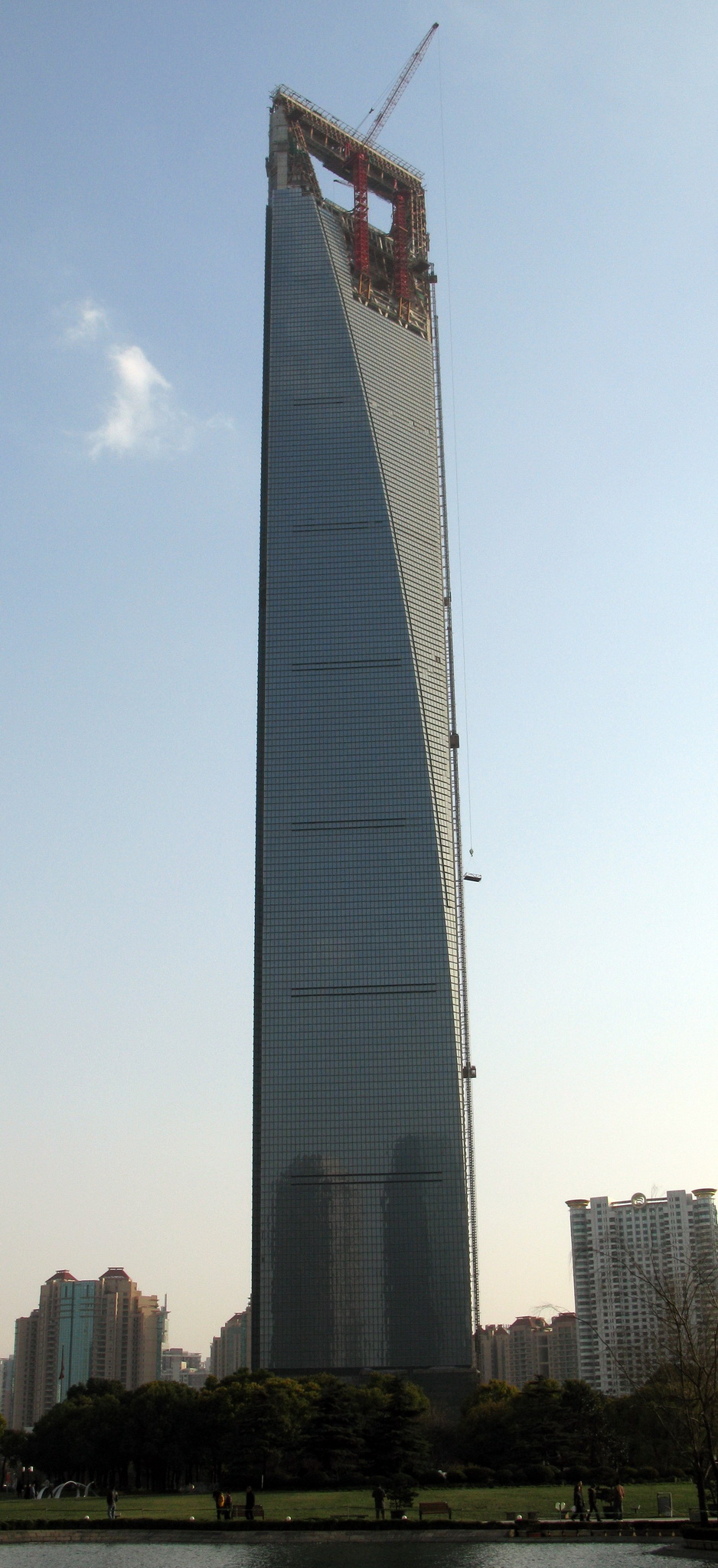
Febrero de 2008.
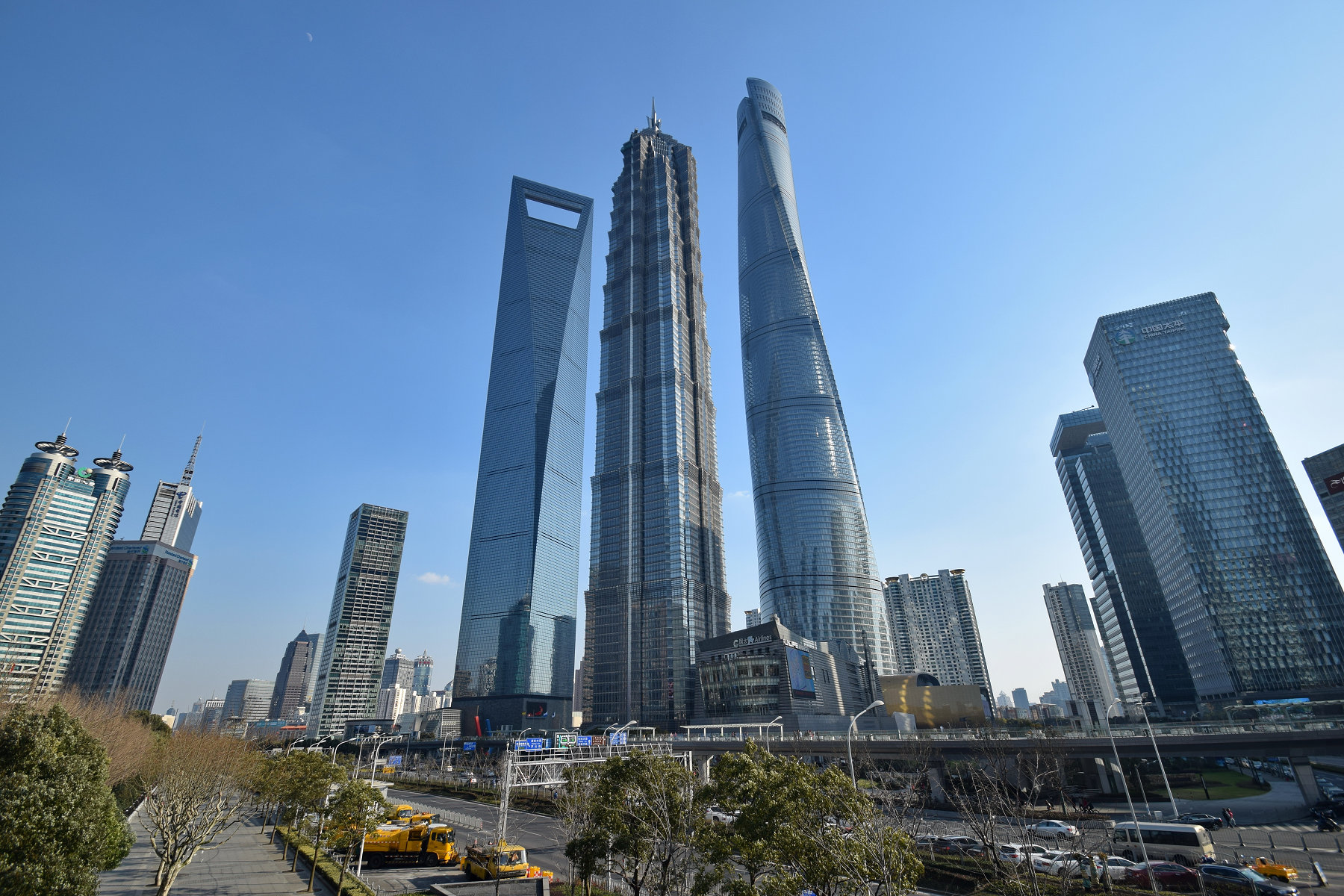
'Los gigantes de China'.
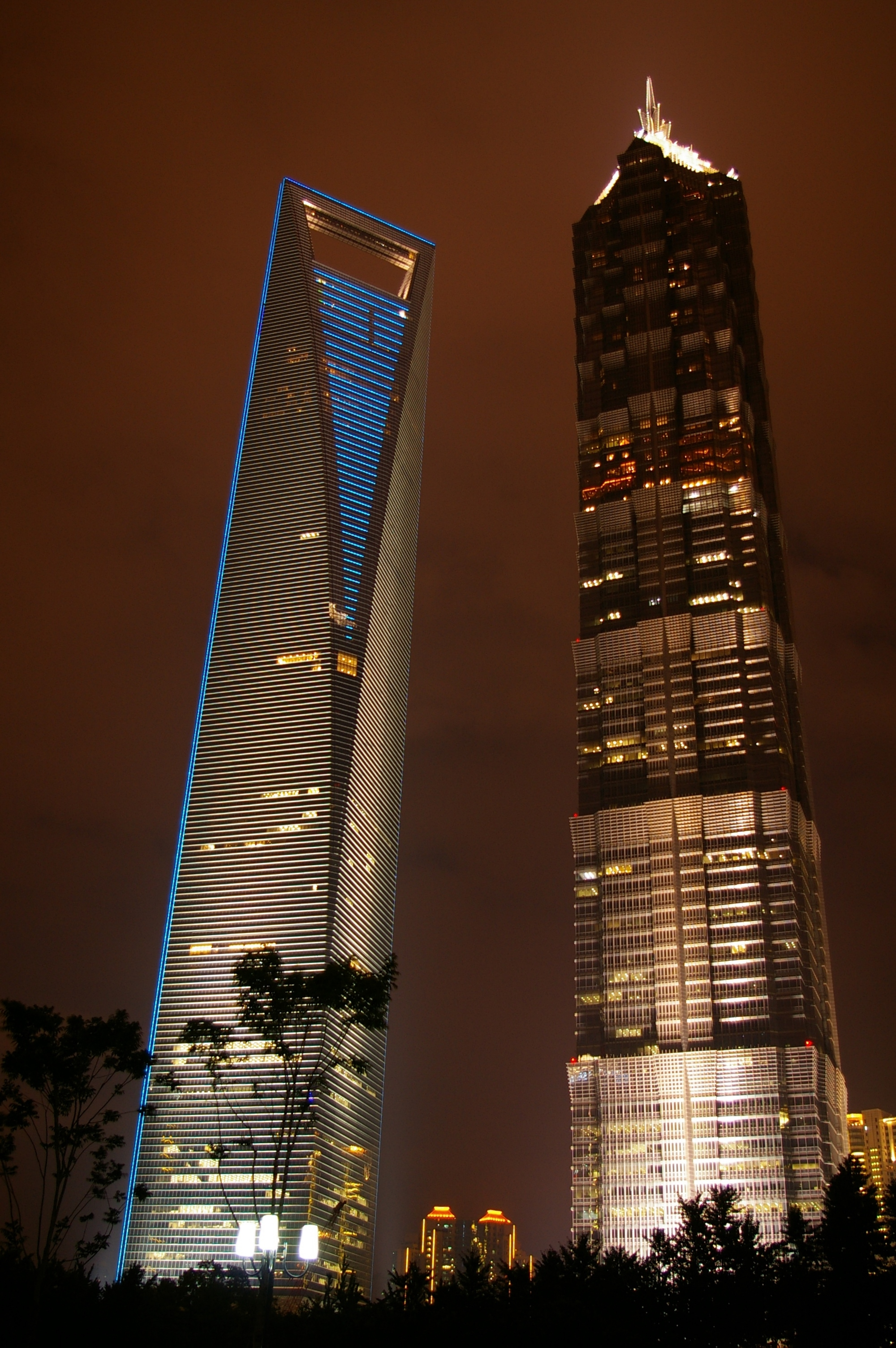
'Los gigantes de China' de noche.
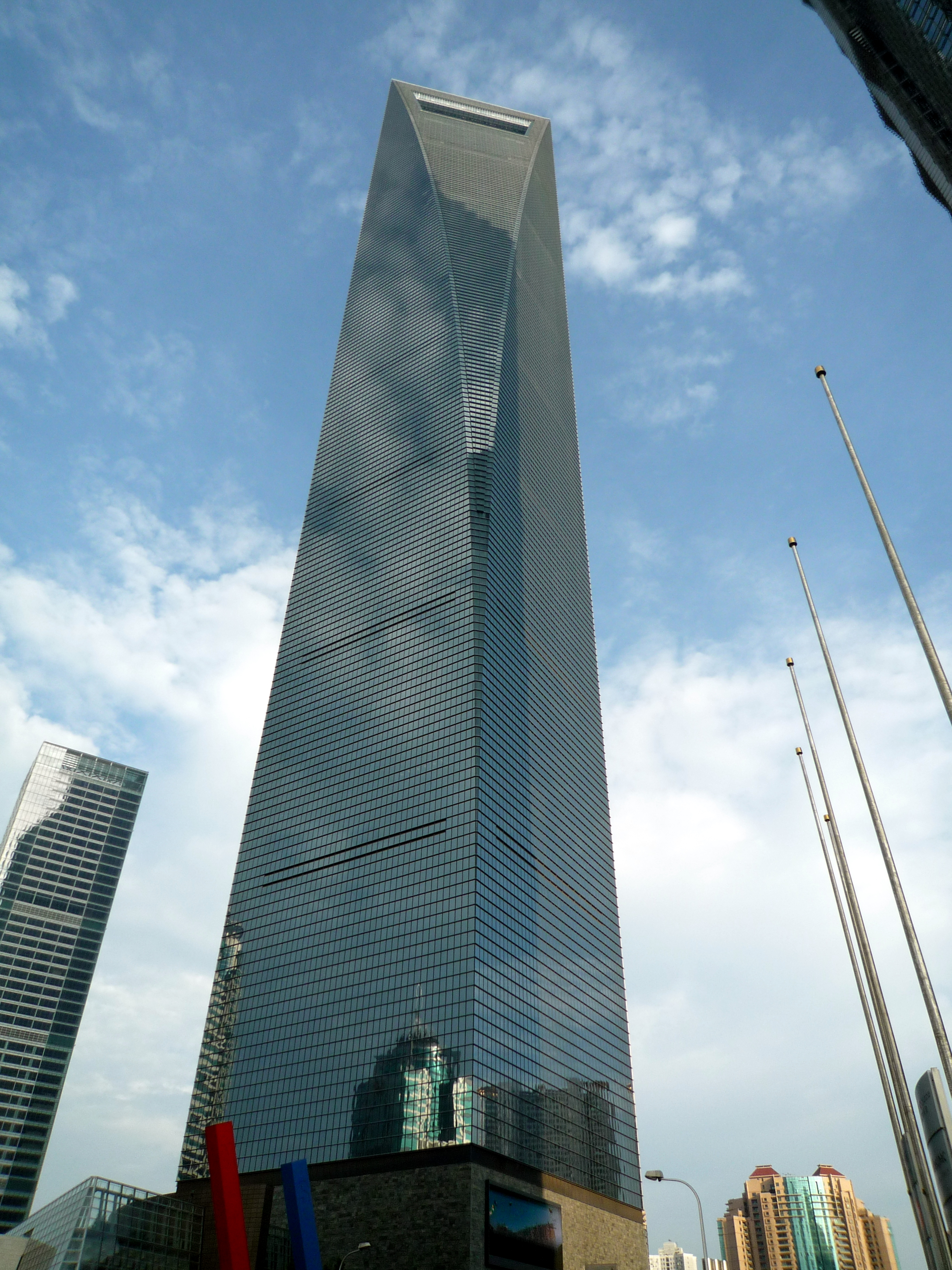
Vista desde la base.
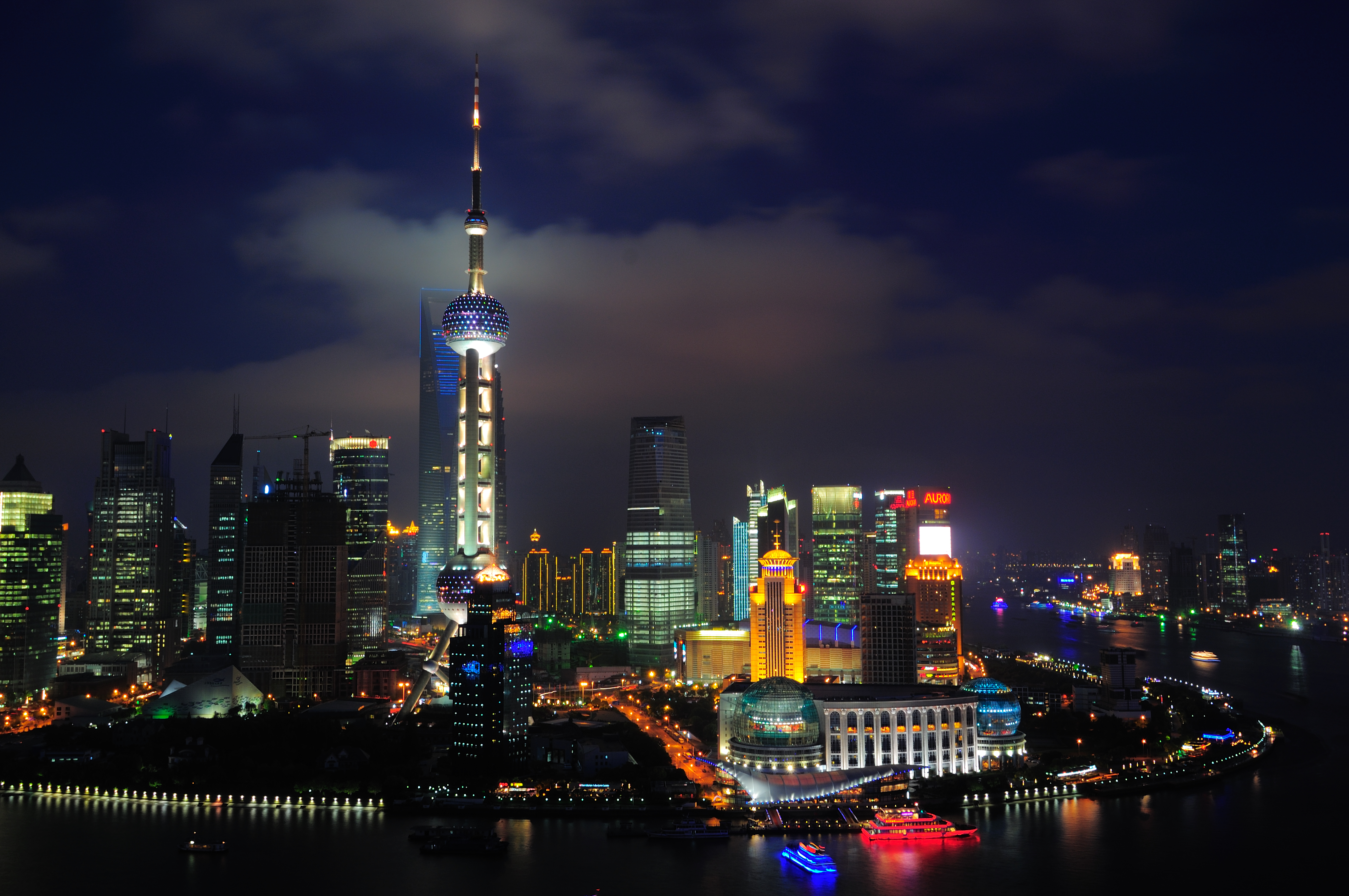
Panorámica de Shanghái.
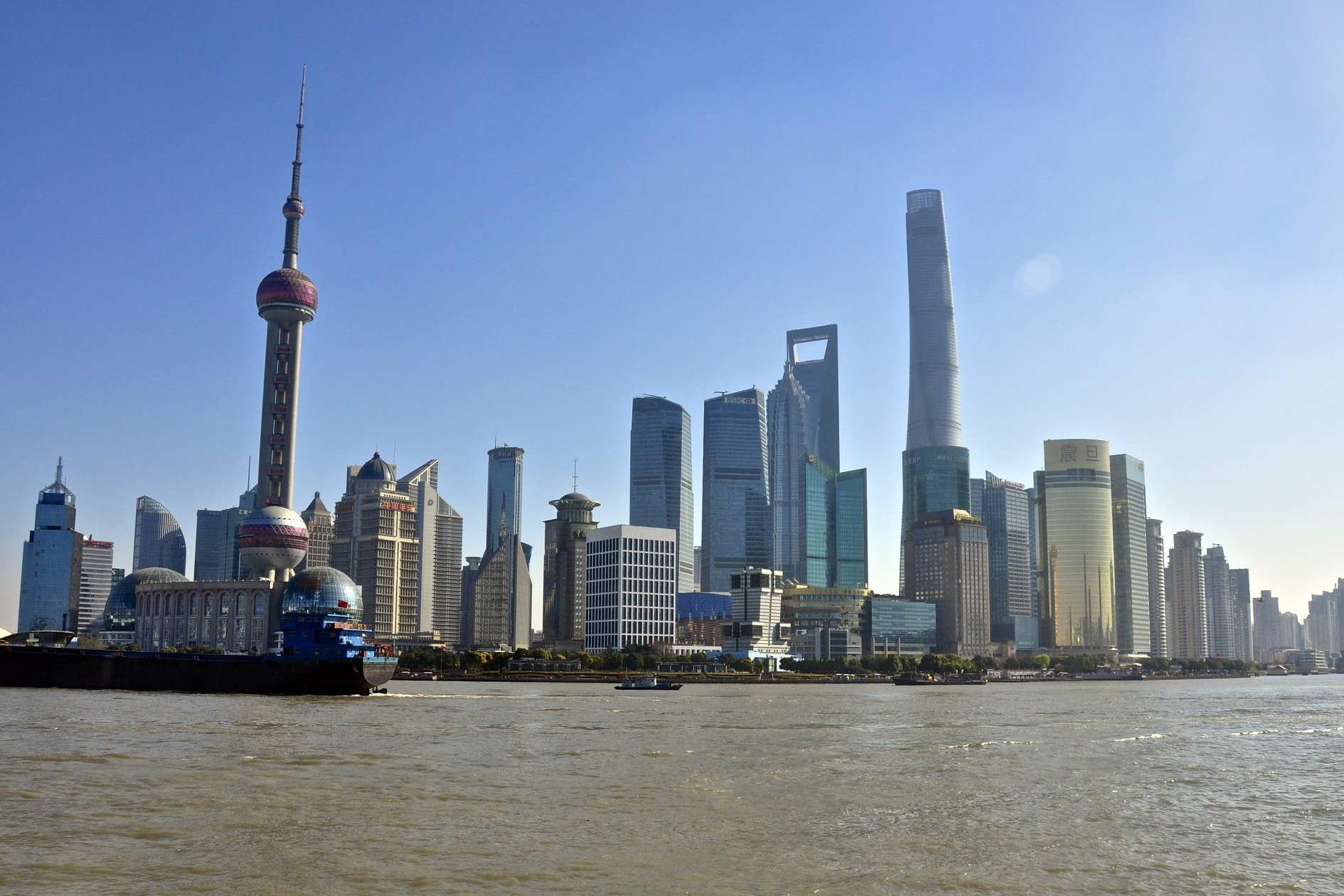
Skyline del distrito de Lujiazui.